# C.E. D’oh
«C.E. D’oh» (с англ. — «Гомер — глава корпорации») — пятнадцатый эпизод четырнадцатого сезона мультсериала «Симпсоны». Впервые вышел в эфир 16 марта 2003 года.

## Сюжет
У Гомера радостное событие — сегодня День Святого Валентина, а это значит, что сегодня у него с Мардж будет секс. Заботливый муж набрал жене ванную, украсив её романтическими украшениями, а также напаивая Мардж шампанским. После этого Гомер украшает спальню лепестками роз и уже предвкушает то, что вскоре произойдёт. Но никакого секса не будет — Мардж переутомилась и хочет спать. Гомер пытается пробудить в жене энергию, включив зажигательную эротическую музыку, но по ошибке он перепутал кассеты и Мардж уснула от поставленной колыбельной (зато Мэгги устроила танцы у себя в кроватке). Раздосадованный Гомер не может уснуть и отправляется на прогулку по городу, размышляя о том, что у всех его знакомых есть пары, и что он теперь несексуален для Мардж. Бедняга чуть было не подумал о самоубийстве, как вдруг он замечает рекламу «Спрингфилдской Вечерней Школы» и решает найти там решение своей проблемы. И выбирает он курс «Стриптиз для жены». Курс преподаёт доктор Хибберт, который тут же выгоняет Гомера за то, что тот измазал себя жиром, предназначавшимся для всего класса. Идя домой, Гомер случайно падает и скользит прямо в класс, где изучают «Путь к успеху». Там его и остальных неудачников учат, как правильно относиться к жизни, дабы стать успешным, а после этого им предлагают купить новую книгу «48 советов для достижения успеха». После этого Гомер решает начать следовать этой программе и выполняет каждый пункт. Сначала он оплакивает себя (потому что в книге написано, что надо жить так, как будто это твой последний день), а придя вечером домой, отправляет детей учить уроки, а сам отправляется с Мардж в спальню…
На следующий день Гомер решает следовать правилу «Выделяйся среди толпы или стучи на всех подряд!». Написав у себя в блокноте все замечания и пожелания по улучшению работы на станции, довольный Гомер идёт к Мистеру Бернсу, полностью уверенный в том, что его ждёт повышение! Как бы не так: Бернс прогоняет Гомера, специальной кнопкой выбросив его в аквариум со скатами. Обиженный Гомер идет в Бар Мо, где жалуется друзьям на несправедливого босса. Мо предлагает отомстить угнетателю, и Гомер соглашается. Придя к кабинету Бернса с горящим пакетом (но не с дерьмом, а с Лизиными сбережениями, к ужасу мстителя), Гомер случайно узнаёт о том, что Бёрнс сбрасывает токсические отходы под детским парком «ЛегоЛэнд» и не боится разоблачения, поскольку на случай ареста он специально отдал права на владение Спрингфилдской АЭС своей канарейке по имени Кэнери Бернс. Узнав об этом, Гомер под покровом ночи проникает на станцию и выпускает канарейку на волю, а на следующий день говорит Бёрнсу о приходе ядерной инспекции. Зная, что теперь за нарушения посадят его, Бернс поспешно делает владельцем электростанции первого попавшегося — Гомера! Получив власть, Гомер тут же увольняет Бернса и сбрасывает его с постамента прямо в толпу, которая выкидывает его за пределы станции, после чего начинает чествовать Гомера.
Итак, Гомер стал главой компании и с помощью своей мудрой дочери Лизы он собирается привести АЭС к процветанию. А мистер Бернс вместе со Смитерсом переезжают в Маракеш, где Бернс просит Смитерса купить ему опиума. Поначалу новая работа Гомера ему нравится, так как он может когда угодно устраивать себе отпуск, а отчёты и прочее за него составляют специальные люди. Но вскоре такая работа ему надоедает, так как ему приходится работать круглые сутки, а это значит, что он не имеет возможности видеться с семьёй, по которой он очень скучает. Однажды к нему в кабинет заходит мистер Бернс, вернувшийся домой (правда, без Смитерса, которого арестовали за покупку опиума). Гомер жалуется ему на всю тяжесть работы начальника, а Бернс, в свою очередь, ведёт Гомера на кладбище, где демонстрирует ему знакомых Бернса, которые давно умерли и на которых у него не было времени из-за тяжкой работы. Гомер решает вернуться на свой старый пост. Но Бернс привёл Гомера на кладбище вовсе не затем, чтобы разжалобить его… а чтобы убить! Он стреляет в Гомера дротиком со снотворным и тот падает прямо в Мавзолей Бернса, где Бернс планирует уснуть вечным сном. Бывший начальник собирается замуровать Гомера и всю ночь носит кирпичи, дабы забаррикадировать беднягу. К счастью, Бернс настолько слаб, что к утру он успел уложить только два ряда кирпичей, поэтому Гомер легко выбирается из мавзолея, возвращает станцию Бернсу и даже отвозит того домой (а тот всё думал, что он замуровывает Гомера).
В конце концов, Гомер устраивает 305-е барбекю в честь того, что «Гомер снова стал самим собой» (намёк на то, что эта серия была 306, что является не первым случаем неправильной нумерации в четырнадцатом сезоне). Отец Гомер вновь играет со своим сыном Бартом в бейсбол… Вскоре после этого папочка снова душит мальчика за то, что тот обругал его во время подачи (причём оба довольны процессом, так как они давно не виделись).